# Lorenzo Vigas
Lorenzo Vigas Castes (født 1967) er en venezuelansk filminstruktør, manuskriptforfatter og filmproducent.
Castes er født i Mérida og søn af maleren Oswaldo. Han dimitterede i molekylær biologi ved University of Tampa.
I 1995 studerede han filmvidenskab ved New York University og begyndte at instruere flere eksperimenterende film.
Da han kom tilbage til Venezuela i 1998, stod han for RCTV-dokumentarserien Expedición samt andre dokumentar- og reklamefilm.
I Mexico instruerede han i 2003 kortfilmen Los elefantes nunca olvidan (Elefanter glemmer aldrig), produceret af Guillermo Arriaga og præsenteret på Cannes Film Festival.
Med sin første spillefilm, Desde allá, vandt Vigas i 2015 en Guldløven for bedste film ved den 72. udgave af Filmfestivalen i Venedig.

## Filmografi
- Desde allá (Fra efter), spillefilm fra 2015
- Los elefantes nunca olvidan (Elefanter glemmer aldrig), kortfilm fra 2003